# Liste der Naturdenkmale in Gaienhofen
| Naturdenkmale | Anzahl |
| ------------- | ------ |
| FND           | 1      |
| END           | 2      |
| Gesamt        | 3      |

Die Liste der Naturdenkmale in Gaienhofen nennt die verordneten Naturdenkmale (ND) der im baden-württembergischen Landkreis Konstanz liegenden Gemeinde Gaienhofen. In Gaienhofen gibt es insgesamt drei als Naturdenkmal geschützte Objekte, davon ein flächenhaftes Naturdenkmal (FND) und zwei Einzelgebilde-Naturdenkmale (END).
Stand: 31. Oktober 2016.

## Flächenhafte Naturdenkmale (FND)
| Name                     | Bild | Kennung     | Einzelheiten | Position | Fläche Hektar | Datum         |
| ------------------------ | ---- | ----------- | ------------ | -------- | ------------- | ------------- |
| Quellmoor Hardthalde     | BW   | 83350250003 | Gaienhofen   | ⊙        | 0,4           | 11. Sep. 1989 |
| Legende für Naturdenkmal |      |             |              |          |               |               |

## Einzelgebilde (END)
| Name                              | Bild | Kennung     | Einzelheiten | Position | Fläche Hektar | Datum         |
| --------------------------------- | ---- | ----------- | ------------ | -------- | ------------- | ------------- |
| Baumgruppe: 3 Kastanien, 2 Linden | BW   | 83350250001 | Gaienhofen   | ⊙        | 0,0           | 21. Dez. 1978 |
| 1 Sommerlinde                     | BW   | 83350250002 | Gaienhofen   | ⊙        | 0,0           | 21. Dez. 1978 |
| Legende für Naturdenkmal          |      |             |              |          |               |               |